# Alfonso Angelini
Alfonso Angelini (Rome, 26 juni 1918-1995), is een Italiaanse golfprofessional uit de 20ste eeuw.
Angelini heeft onder andere gewerkt op de Golf Club Villa d'Este, een oude club in de heuvels rond het Como meer. In zijn tijd kon men nog niet leven van de toernooien en combineerde een professional het spelen met lesgeven.
Gewonnen:
- 1955: Dutch Open na play-off tegen Gerard de Wit.
- 1957: Zwitsers Open
- 1964: Portugees Open
- 1966: Portugees Open, Zwitsers Open

In 1968 eindigde hij op de derde plaats op de World Cup met Roberto Bernardini.

Angelini heeft zes keer op het Britse Open gespeeld. In 1954 bereikte hij op Royal Berkdale zijn beste resultaat en eindigde hij op de 12de plaats.